# الدرب
الدرب هي حاضرة ومركز محافظة الدرب جنوب غرب السعودية، وتبعد حوالي 125 كم شمال مدينة جيزان.

## تاريخياً
كان الدرب ضمن المخلاف السليماني، وعند تولي الأدارسة الحكم في المنطقة وكان مركزهم في صبيا، تبع الدرب لحكم الادريسي، واستمر ذلك إلى أن أصبحت منطقة جازان بكاملها ضمن المملكة العربية السعودية سنة 1351 هـ. كما كانت ممراً للقوافل التجارية القادمة من تهامة والحجاز وعسير والمتجهة إلى صبيا وإلى اليمن.

### التسمية
كانت تمُرّ بالدرب القوافل التجارية سابقًا وقد عُرفت باسم «درب بني شعبة»، ويعود تاريخها إلى مئات السنين حيث كانت تعرف قبل ذلك بـ «درب ملوح» نسبة إلى قبيلة ملوح التي كانت تسكنها آنذاك ثم عرفت بعد ذلك بدرب بني شعبة نسبة إلى قبائل بني شعبة. قيل أيضاً بأنها كانت تسمى «درب الملّاح» بشد اللام وذلك نسبة إلى رجل طاغية كان يسكنها ويدعى أملاح. عاث ذلك الرجل بالدرب حتى تمت شكوته للإدريسي قبل الحكم السعودي وأزيح من مكانه، إلى أن سميت أخيراً بالدرب.

## جغرافياً

### الموقع
يحد مدينة الدرب من الشرق مركز مربة، ومن الغرب مركز الشقيق، ومن الشمال مركز ريم، ومن الجنوب مركز عتود.

## المناخ
حار صيفاً معتدل شتاءً، وتسقط الأمطار في فصل الشتاء.

## الصحة
يوجد في مدينة الدرب مستشفى عام يخدم المراكز الصحية في محافظة الدرب ومراكزها بالإضافة لإستقباله عدد من المراجعين المحولين من المراكز الصحية التابعة لمنطقة عسير حيث بلغ عدد المراجعين للطوارئ والعيادات الخارجية بالمستشفى (64631) مراجع خلال الأشهر الأولى من عام 1425هـ ويتزايد عدد المرجعين في فصل الربيع لكثرة السيّاح والزائرين للمحافظة، كما تمت توسعة للمستشفى لتصل إلى 82 سريراً بها قسم طوارئ وقسم للعناية المركزة وقسم للحضانة.

## السوق الأسبوعي
سوق الدرب الأسبوعي هو يوم الخميس، وهو أحد الأسواق الشعبية في منطقة جازان، أما يوم الأربعاء به سوق مصغر يقتصر على بيع المواشي.